# Cerkiew św. Sergiusza z Radoneża w Moskwie (Twierskoj)
Cerkiew św. Sergiusza z Radoneża – prawosławna cerkiew w Moskwie, w rejonie Twierskim, w zaułku Krapiwienskim, w dekanacie Iwerskiej Ikony Matki Bożej eparchii moskiewskiej miejskiej.

## Historia
Pierwsza cerkiew św. Sergiusza na tym miejscu wzmiankowana była w 1577 r. Jeszcze w 1657 r. opisywano ją jako budowlę drewnianą. Wzniesiona od nowa jako murowana, ostateczny kształt przybrała w połowie XVIII w. po przebudowie przeprowadzonej przez architekta ze szkoły Dmitrija Uchtomskiego. Wtedy wzniesiono przy niej nową dzwonnicę. Rodowy grobowiec Uchtomskich znajdował się następnie w północnej części świątyni. 
W 1883 r. przy cerkwi powołano do życia oficjalne przedstawicielstwo Patriarchatu Konstantynopolitańskiego przy Rosyjskim Kościele Prawosławnym.
Cerkiew była czynna do końca lat 20. XX w.. Została zaadaptowana na cele świeckie, rozebrano górną kondygnację jej dzwonnicy oraz kopułę. W latach 1960–1980 mieścił się w niej zakład produkujący łyżwy. W 1991 r. budynek poświęcono ponownie i wznowiono odprawianie w nim nabożeństw. W tym samym roku do cerkwi wstawiono Krzyż z Kij – relikwiarz z cząstkami relikwii różnych świętych ufundowany w XVII w. przez patriarchę moskiewskiego Nikona dla monasteru Podwyższenia Krzyża Pańskiego na wyspie Kij, przechowywany w muzeach po zamknięciu tegoż klasztoru. W 2002 r. została odbudowana cerkiewna dzwonnica.

## Architektura
Cerkiew reprezentuje styl barokowy. Posiada jedną kopułę na wysokim bębnie. W jej wnętrzu funkcjonują trzy ołtarze – oprócz głównego św. Sergiusza z Radoneża również św. Serafina z Sarowa i Wszystkich Świętych Ziemi Ruskiej. Jeden z ołtarzy bocznych łączy się z obszernym przedsionkiem. Przed zamknięciem w latach 20. w świątyni znajdował się pięciorzędowy ikonostas przed ołtarzem głównym i dwa dwurzędowe przed ołtarzami bocznymi.